# Brooke Nevin
Brooke Candice Nevin (ur. 22 grudnia 1982 w Toronto) – kanadyjska aktorka, występowała w roli Rachel w telewizyjnym serialu Animorphs i jako Nikki Hudson w telewizyjnym show 4400.
Pracowała przy kilku innych projektach telewizyjnych, m.in. przy Tajemnicach Smallvile i Czarodziejkach. Wystąpiła też w głównej roli w horrorze Koszmar kolejnego lata.
W 1999 roku nominowana była do nagrody Young Artist Award za rolę Angeli Robinson w telewizyjnym dramacie Running Wild.